# Stepanovićevo
Stepanovićevo (cyr. Степановићево) – wieś w Serbii, w Wojwodinie, w okręgu południowobackim, w mieście Nowy Sad. W 2011 roku liczyła 2021 mieszkańców.